# サブイボマスク
『サブイボマスク』は、2016年6月11日公開の日本の映画作品。ファンキー加藤の映画初主演作。
第8回沖縄国際映画祭 島ぜんぶでおーきな祭の特別招待作品。
DLEがプロデュースを担当してアニメ、実写、音楽を融合させた作品になっている。

## ストーリー
田舎の都市「道半町（みちなかばちょう）」に住む春雄は町に活気を取り戻そうと商店街でライブを行うも、周りから呆れられてしまう。そこで覆面レスラーだった父から譲り受けたマスクを着け、謎のシンガー「サブイボマスク」として活動を始める。そしてその様子はネット上で拡散されていき、過疎の町は大混乱に陥る。

## キャスト
- 春雄 - ファンキー加藤
- 権助 - 小池徹平
- 雪 - 平愛梨
- 虎二 - 温水洋一
- みつわ - 斉木しげる
- 早苗 - いとうあさこ
- 佐吉 - 小林龍二（DISH//）
- 大蔵 - 泉谷しげる
- キララ - 甲斐愛鈴（子役）
- 華 - 加冶屋凛（子役）
- 春雄の父 - 武藤敬司
- 権助の母 - 岡まゆみ

## スタッフ
- 監督 - 門馬直人
- 脚本 - 一雫ライオン
- 主題歌 - ファンキー加藤「ブラザー」
- 劇中歌 - サブイボマスク「春雄の唄」、「かけがえのない人」
- 配給 - 東映
- 制作プロダクション - DLE、and pictures
- 制作協力 - プラスディー
- 製作幹事 - DLE
- 製作 - サブイボマスク製作委員会（DLE、ホリプロ、イドエンターテインメント、東映、木下グループ、ローソンHMVエンタテイメント、東映ビデオ、ドリーミュージック、and pictures）

## テレビアニメ
『それいけ!サブイボマスク』は、2016年5月6日から6月24日までTOKYO MXにて毎週金曜21:55から放送していた1分間の短編アニメ。

### キャスト
- サブイボマスク - 橋本晃太朗

### 各話リスト
| 話数  | サブタイトル    | 放送日       |
| ----- | --------------- | ------------ |
| 第1話 | 仕事が…ない！   | 2016年5月6日 |
| 第2話 | トイレが…ない！ | 5月13日      |
| 第3話 | 選択肢が…ない！ | 5月20日      |
| 第4話 | 情報が…来ない！ | 5月27日      |
| 第5話 |                 | 6月3日       |
| 第6話 |                 | 6月10日      |
| 第7話 |                 | 6月17日      |
| 第8話 |                 | 6月24日      |